# نوما (رستوران)
نوما (دانمارکی: noma) یک رستوران سه‌ستارهٔ میشلن است که توسط سرآشپز نامدار دانمارکی رنه ردزپی اداره می‌شود. رِنه و کلاوس مایر این رستوران را در سال ۲۰۰۳ بنیان نهادند. نام این رستوران کوته‌نوشت هِجایی از دو واژهٔ دانمارکی «nordisk» (نوردیک، شمالی) و «mad» (غذا) است. این رستوران به دلیل تمرکزش بر کاوش، ابداع و تفسیر آشپزی نوین نوردیک شناخته شده است و مجلهٔ رستوران در سال‌های ۲۰۱۰، ۲۰۱۱، ۲۰۱۲ و ۲۰۱۴ آن را به‌عنوان برترین رستوران جهان انتخاب کرد. این رستوران بار دیگر در سال ۲۰۲۱ برای پنجمین بار به‌عنوان بهترین رستوران جهان برگزیده شد.
فضای داخلی این رستوران را شرکت اسپیس کپنهاگ طراحی کرده است. جالب آنکه طبق گزارش اداره غذای دانمارک، بین ۱۲ تا ۱۶ فوریه ۲۰۱۳، ۶۳ نفر از ۴۳۵ مشتری این رستوران پس از صرف غذا دچار بیماری شدند. این واقعه به نوروویروس نسبت داده شد که گمان می‌رود ناخواسته توسط یکی از کارکنان آشپزخانه به غذاها منتقل شده بود.
نوما در ماه مه ۲۰۲۰، و در جریان بحران کووید ۱۹ به عنوان یک بار شراب و همبرگر با امکانِ سفارش غذاهای دیگر به صورت بیرون‌بر بازگشایی شد. رستوران فعلی گاهی توسط رسانه‌های تخصصی غذا «نوما ۳٫۰» نامیده می‌شود. انتظار می‌رود نوما در پایان سال ۲۰۲۴ بسته شود و به یک آشپزخانه آزمایشی، به نام «پروژهٔ نوما»، برای سفارش آنلاین غذا تبدیل شود. اتاق‌های غذاخوری این رستوران قرار است به‌عنوان یک رستوران پاپ‌آپ (موقت) مورد استفاده قرار گیرد.
نوما غذاخوری‌های موقتی در شهرها و کشورهای مختلف جهان از جمله لندن، ژاپن، استرالیا، مکزیک و نیویورک برپا کرده است.

## جوایز

### ۵۰ رستوران برتر جهان به انتخاب مجلهٔ بریتانیایی رستوران
- ۲۰۰۶: سی و سومین رستوران برتر جهان[۳۰]
- ۲۰۰۷: پانزدهمین رستوران برتر جهان[۳۱]
- ۲۰۰۸: دهمین رستوران برتر جهان[۳۲]
- ۲۰۰۹: سومین رستوران برتر جهان[۳۳]
- ۲۰۰۹: انتخاب سرآشپز
- ۲۰۱۰: برترین رستوران جهان[۳۴]
- ۲۰۱۱: برترین رستوران جهان[۳۵]
- ۲۰۱۲: برترین رستوران جهان[۳۶]
- ۲۰۱۳: دومین رستوران برتر جهان[۳۷]
- ۲۰۱۴: برترین رستوران جهان[۳۸]
- ۲۰۱۵: سومین رستوران برتر جهان[۳۹]
- ۲۰۱۶: پنجمین رستوران برتر جهان[۴۰]
- ۲۰۲۱: برترین رستوران جهان[۷]

### جوایز دیگر
- ۲۰۰۸: برترین سرآشپز بین‌المللی سال در کنفرانس «برترین‌های غذا» در سان سباستیان اسپانیا[۴۱]
- ۲۰۰۸: برترین رستوران جهان به انتخاب تریپ‌ادوایزر[۴۲]
- ۲۰۰۸–۲۰۲۰: رستوران دوستارهٔ میشلن
- ۲۰۲۱: رستوران سه‌ستارهٔ میشلن

## نگارخانه

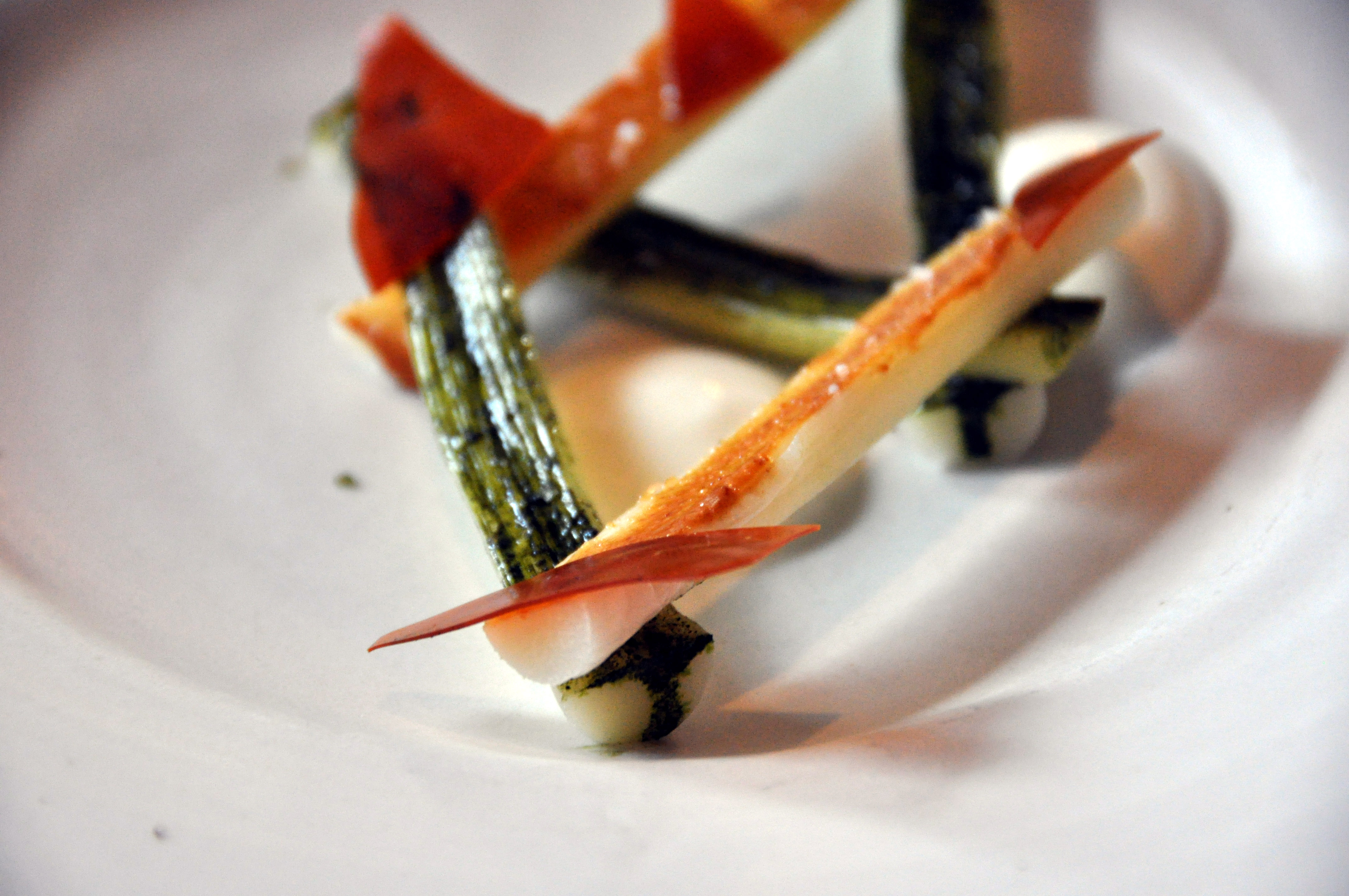
تره‌فرنگی گریل‌شده با گدازهٔ پودرشده، فندق، ماست و سس مرغ کاراملی شده
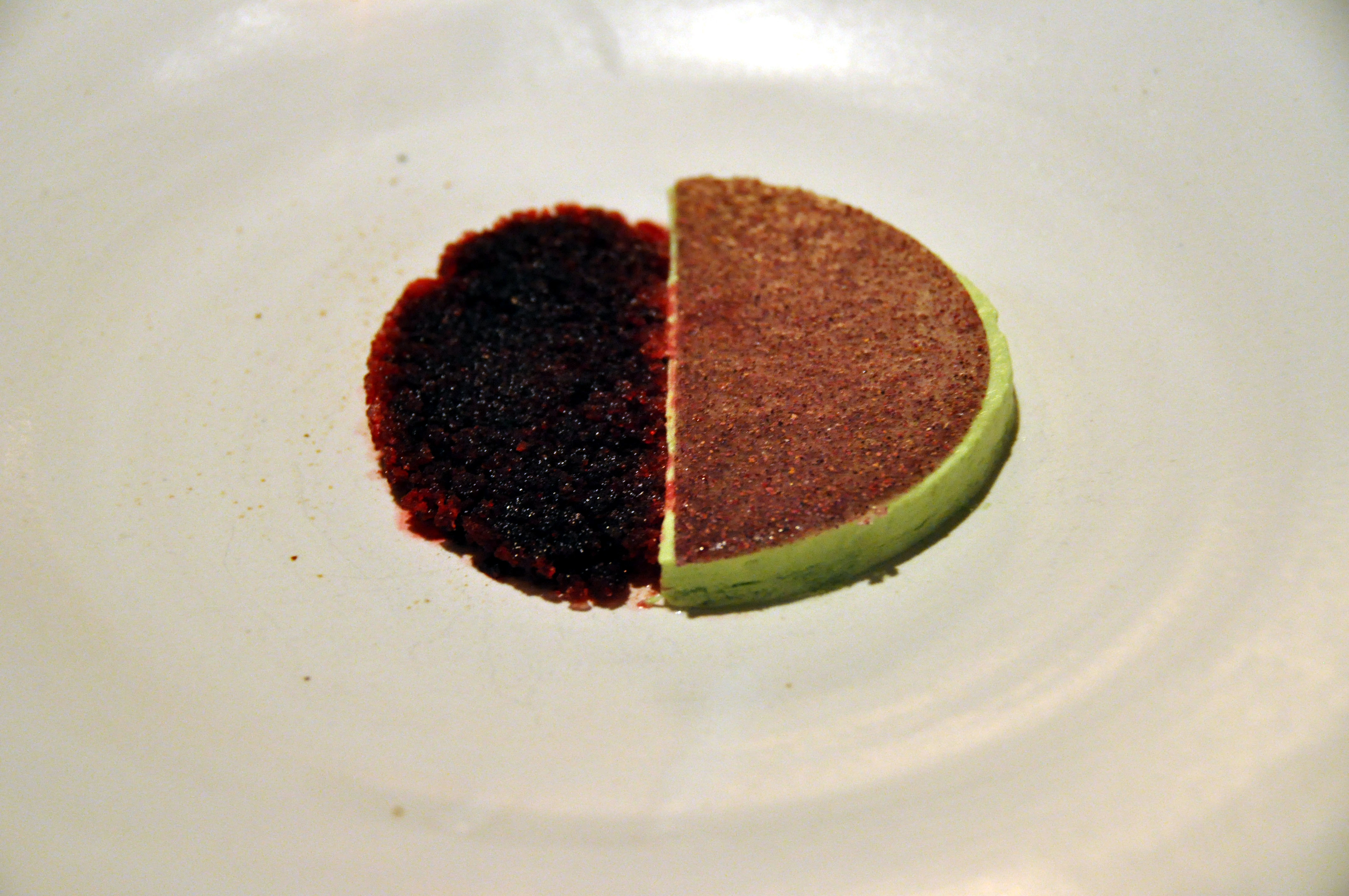
موس (دسر) ترشک، گرانیتای رز چروکیده و ریشه چغندر
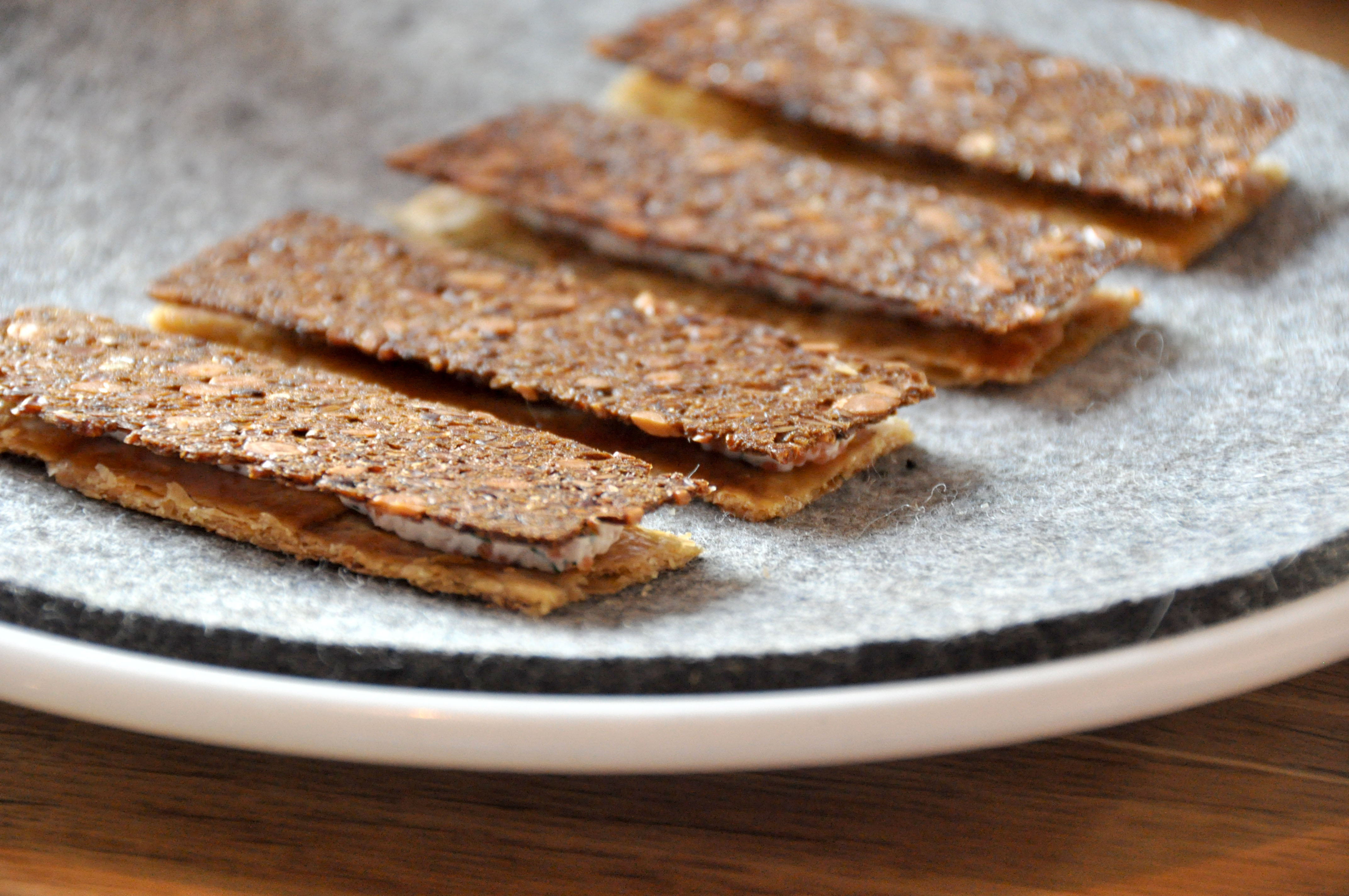
نان چاودار و پوست مرغ با روئیئوست (پنیر دودی دانمارکی) و اشپل ماهی مکشی
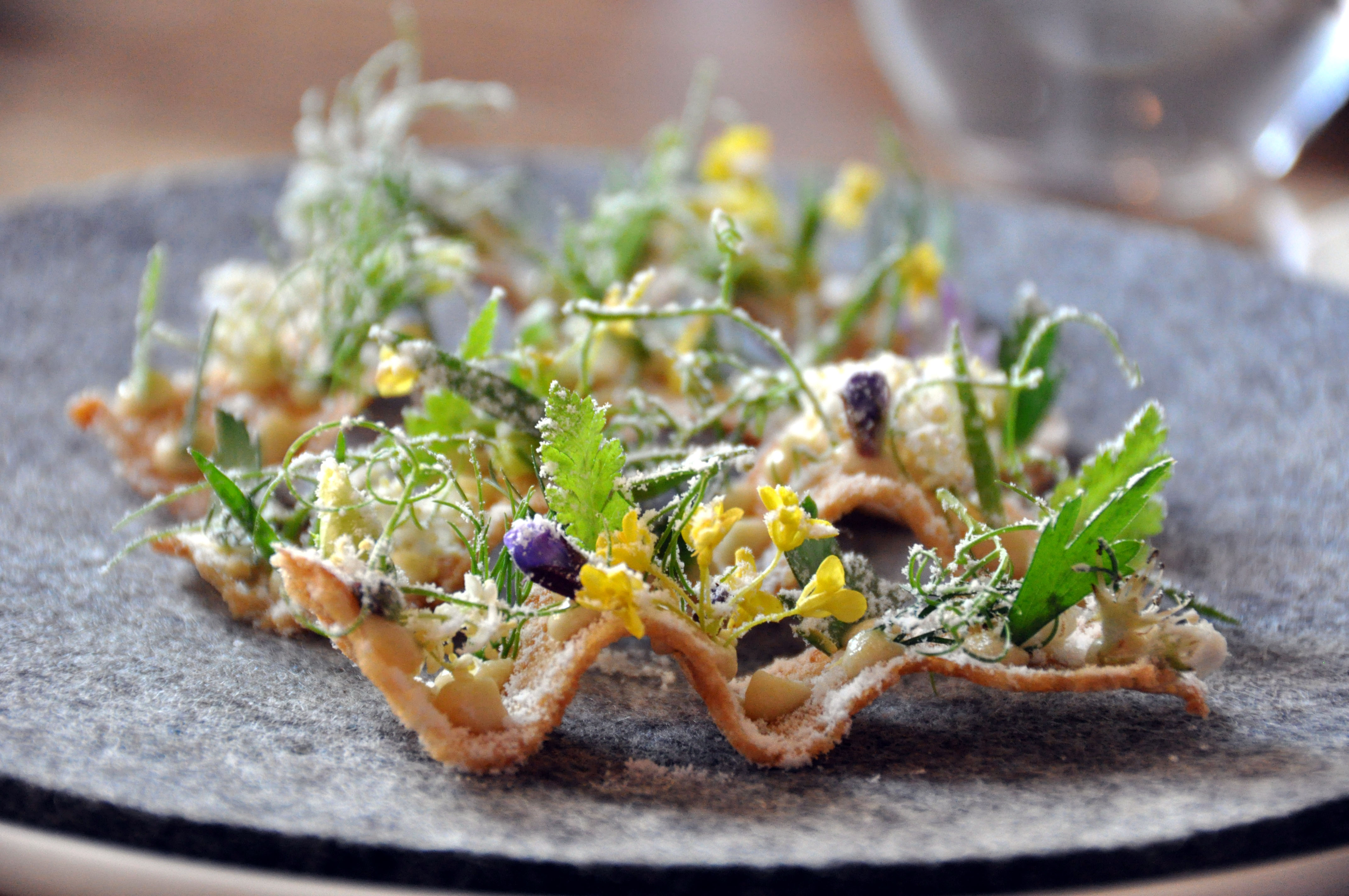
نان تست با اشپل سپرماهی، سبزیجات و پودر سرکه
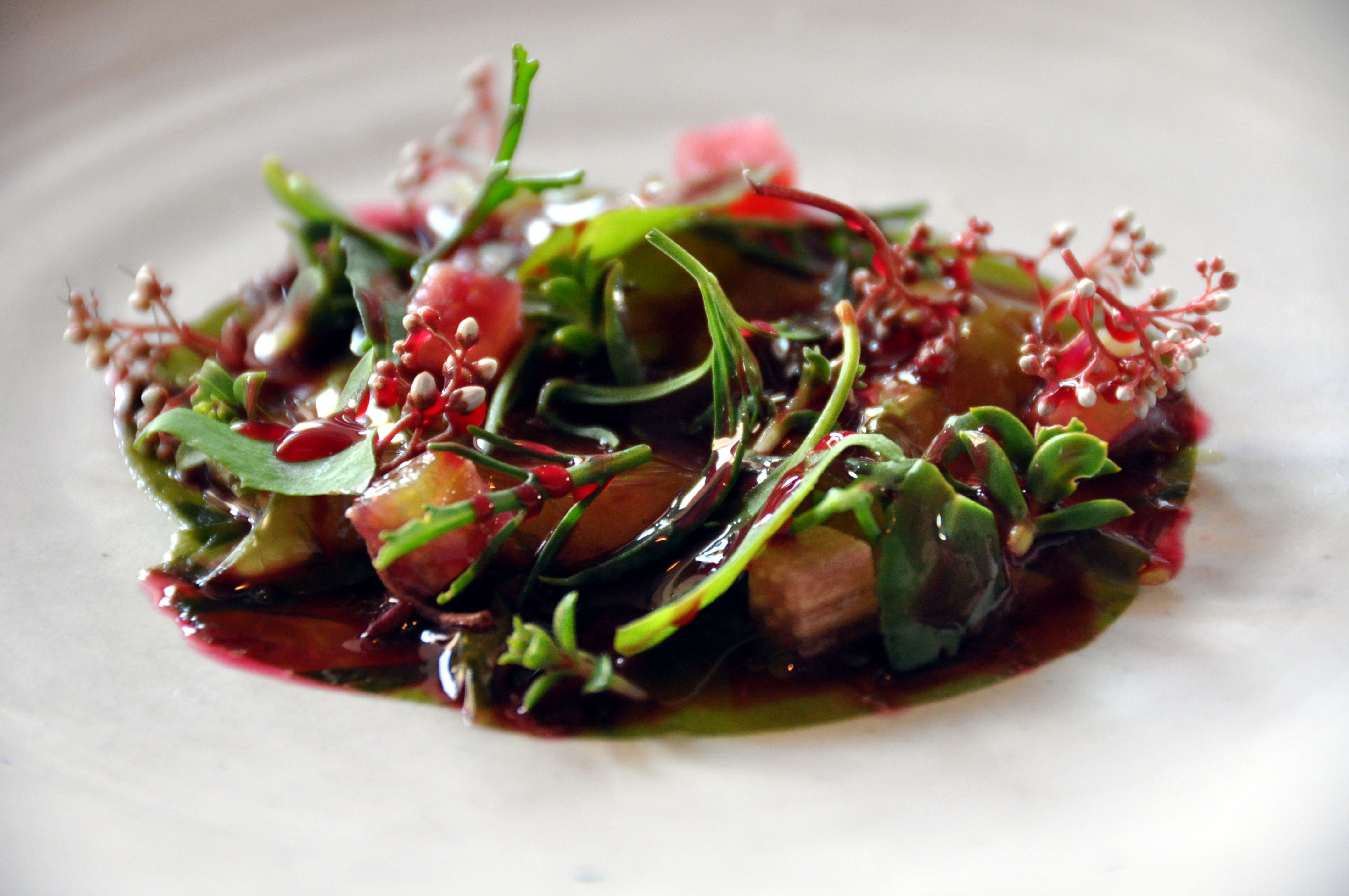
میگوی خام با جلبک دریایی، ریواس و سبزیجات
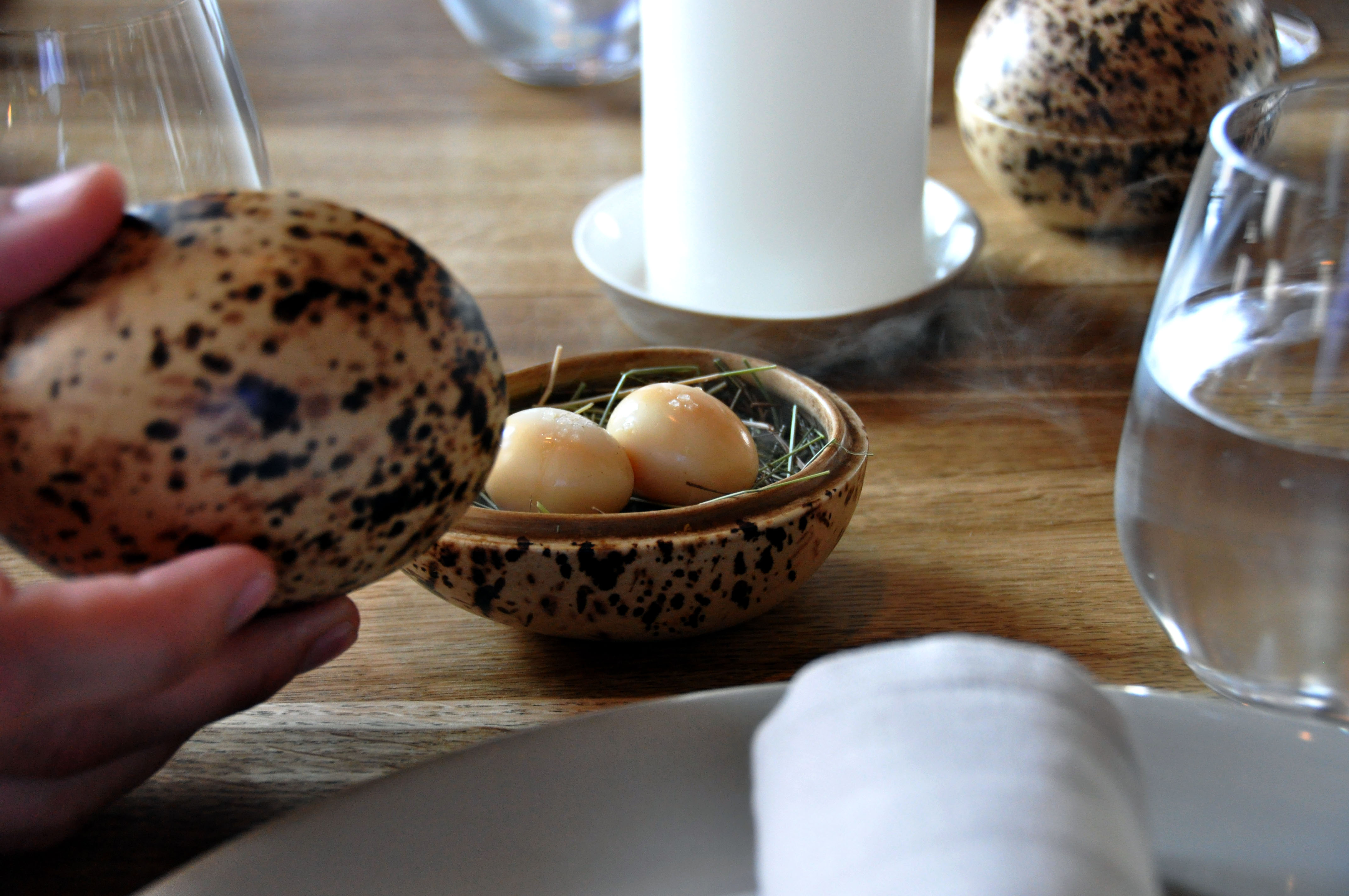
ترشی تخم بلدرچین دودی‌شده
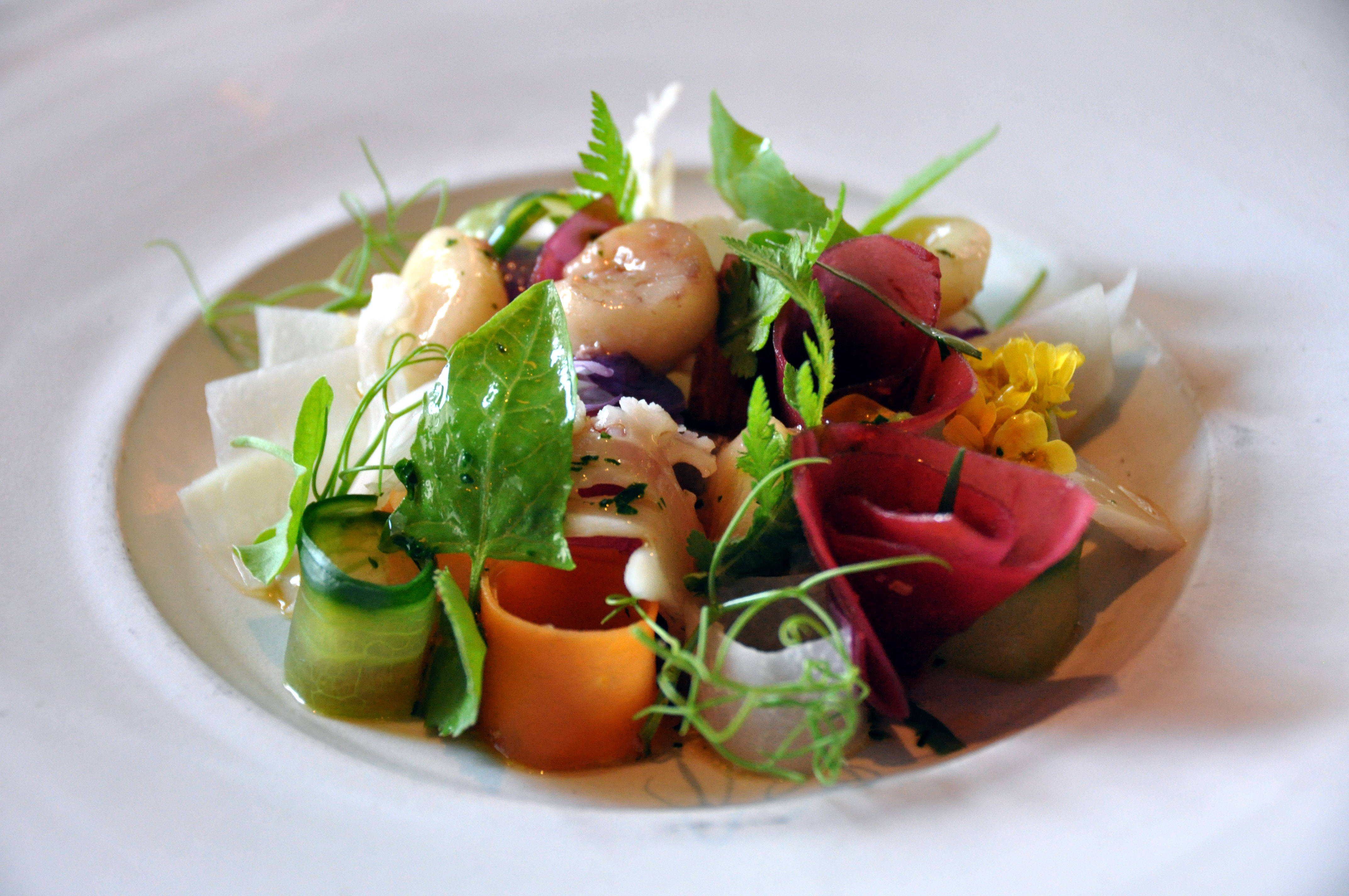
کدوی مسمایی با سبزیجات ترشی‌شده
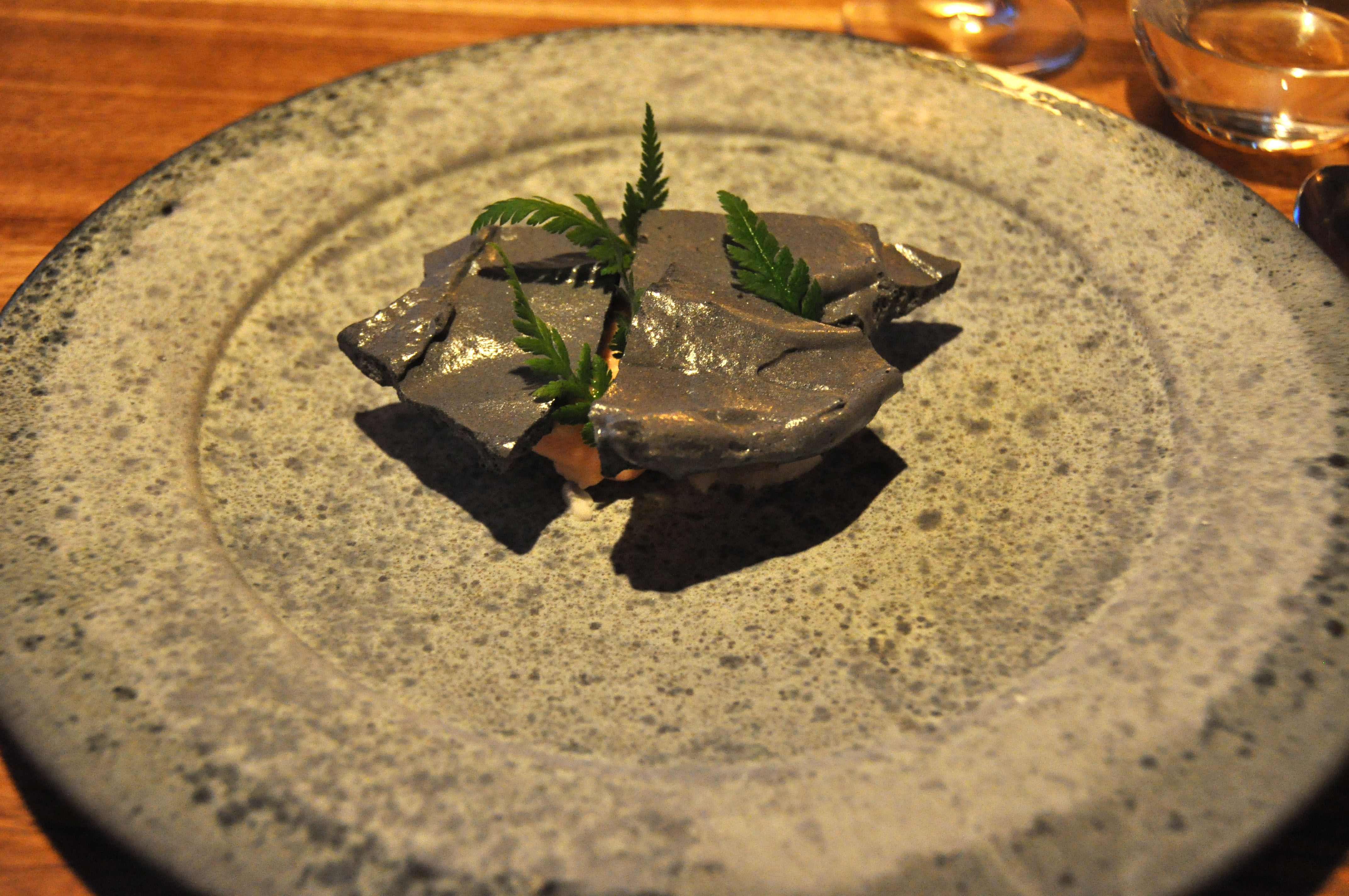
مرنگ و یخ تهیه شده با توس و عسل